# فيليكس باستيانز
فيليكس باستيانز (بالألمانية: Felix Bastians)‏ (مواليد 9 مايو 1988 في بوخوم - ألمانيا الغربية) لاعب كرة قدم ألماني يلعب حاليا لصالح نادي الدرجة الأولى فرايبورغ الألماني منذ 2009 في مركز الجناح كما يجيد اللعب في مركز الظهير .

## روابط خارجية
- فيليكس باستيانز على موقع قاعدة بيانات كرة القدم.إي يو (الإنجليزية)
- فيليكس باستيانز على موقع بيانات كرة القدم. دي إي (الألمانية)
- فيليكس باستيانز على موقع Soccerbase.com (لاعب) (الإنجليزية)
- فيليكس باستيانز على موقع Soccerway.com (الإنجليزية)
- فيليكس باستيانز على موقع عالم كرة القدم.نت (الإنجليزية)
- فيليكس باستيانز على موقع كووورة
- فيليكس باستيانز على موقع AS.com (الإسبانية)